# متلازمة فوا شافاني ماري
متلازمة فوا شافاني ماري أو المتلازمة الوصادية ثنائية الجانب، هي اضطراب عصبي يحدث فيه شلل في عضلات الوجه واللسان والبلعوم والعضلات الماضغة. ينجم هذا الاضطراب عن السكتات الدماغية الخثارية والانصمامية بشكل رئيسي. قد تتشكل نتيجةً لذلك آفات ثنائية الجانب في المناطق التي تصل بين الفص الجبهي والفص الصدغي وبين الفص الجداري والفص القشري أو المنطقة تحت القشرية من الدماغ. تسبب بعض العيوب الولادية الوراثية وغير الوراثية هذه المتلازمة أيضًا. يمكن لأعراض المتلازمة أن تظهر لدى أي شخص في أي عمر كان، ويشخص المرض باستخدام مقياس الافتراق الإرادي التلقائي والاختبارات النفسية اللغوية والعصبية النفسية والاختبارات التصويرية. يعتمد علاج المتلازمة على موعد بدء الأعراض وشدتها ويتطلب خطة متعددة التخصصات.

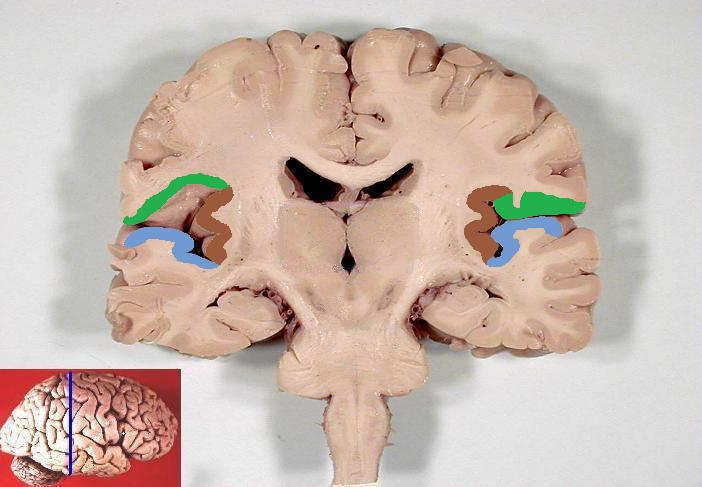
تظهر الصورة مقطع جبهي (إكليلي) للدماغ البشري. تعتبر الآفات التي تحدث في المناطق الموضحة من سمات متلازمة فوا شافاني ماري.

## التصنيف
تصنف متلازمة فوا شافاني ماري إلى أحادية وثنائية الجانب. يعتبر الشكل ثنائي الجانب أشيع من الأحادي، ولهذا قد يطلق عليه البعض اسم الشكل الكلاسيكي. تتوضع الآفات في الشكل ثنائي الجانب على جانبي المنطقة الأمامية أو الخلفية من الوصاد، بينما تتوضع الآفات في الشكل الأحادي على جانب واحد من المنطقة الأمامية أو الخلفية للوصاد. ترتبط الآفات الموجودة في المناطق الأمامية للوصاد بعجز حركي وتعذر نطق يحدث فيه غياب تام للقدرة على تشكيل الكلام أو اللغة. ترتبط الآفات الموجودة في المناطق الخلفية للوصاد باضطراب الوظائف الوصادية الجدارية. وضعت تصنيفات المتلازمة اعتمادًا على موقع الآفة والسكتة الدماغية والرض المؤثر على الدماغ، وهذا أسفر عن خمسة أنماط مدرجة تحت التصنيفين الرئيسين آنفي الذكر:
- المتلازمة الوصادية الأمامية ثنائية الجانب: تتوضع الآفات ضمن جانبي الوصاد الأمامي أو الجبهي.
- المتلازمة تحت الوصادية- الوصادية: تتوضع الآفات ضمن القشرة الوصادية في أحد الجانبين وتحت الوصاد في الجانب المقابل).
- المتلازمة تحت الوصادية: تتوضع الآفات ضمن البروز القشري البصلي تحت القشري فقط.
- المتلازمة الأمامية أحادية الجانب: تصيب الوصاد الجبهي.
- المتلازمة الخلفية: تصيب المناطق الوصادية الواصلة بين الفص الجبهي والفص الجداري.

### الشكل ثنائي الجانب
يعرف هذا الشكل باسم الشلل الوجهي الشفوي البلعومي اللساني الحنجري العضدي. تتوضع الآفات في الشكل ثنائي الجانب عادةً ضمن الأجزاء البصلية القشرية. يتميز المرض ببقاء الحركات التلقائية والمنعكسات، وقد ينجم عن آفات في المنطقة القشرية أو تحت القشرية من المنطقة الأمامية الوصادية المحيطة بالجزيرة التي تشكل تلافيف الفص الجبهي والصدغي والجداري.

### الشكل أحادي الجانب
يعتبر الشكل أحادي الجانب نادر الحدوث، وينجم عن توضع الآفات ضمن جانب واحد فقط الدماغ. قد يعيض نصف الكرة المخية السليم عن إصابة النصف الآخر، ولكن هذا يحدث عادةً عندما تكون المنطقة السليمة ضمن النصف المسيطر لدى الفرد.

## الأسباب
تحدث متلازمة فوا شافاني ماري نتيجة السكتات والآفات الدماغية المتعددة. ومع ذلك، قد تصيب أسباب غير شائعة أخرى الوصاد ما يؤدي إلى حدوث المتلازمة، وهذا يتضمن الأورام والرضوض والتهابات الدماغ والأمراض التنكسية العصبية والتهابات الأوعية الدموية. قد تحدث المتلازمة نتيجة بعض الإنتانات الفيروسية كالهربس وفيروس العوز المناعي البشري. إضافةً لما سبق، قد تؤثر أي آفة ضمن المنطقة القشرية أو تحت القشرية على المسارات القشرية البصلية، وهذا قد يؤدي في النهاية إلى حدوث المتلازمة.